# Woodland (Illinois)
Pour les articles homonymes, voir Woodland.
Woodland est un village situé dans le comté d'Iroquois, dans l’État de l’Illinois, aux États-Unis. Sa population s’élevait à 324 habitants lors du recensement de 2010, estimée à 321 habitants en 2016.

## Source
- (en) Cet article est partiellement ou en totalité issu de l’article de Wikipédia en anglais intitulé « Woodland, Illinois » (voir la liste des auteurs).